# Notre Dame (opera)
Notre Dame is een romantische opera in twee bedrijven van de Oostenrijks-Hongaarse componist Franz Schmidt, op een libretto van Leopold Wilk en de componist. Het stuk is gebaseerd op de roman De klokkenluider van de Notre Dame van Victor Hugo. De wereldpremière vond plaats op 1 april 1914 in de Wiener Hofoper.

## Inhoud

### Eerste bedrijf
Het is carnaval. Op de Place de Grève verzamelen zich de zigeuners. Ze leggen een tapijt uit waarop Esmeralda zal dansen. Een groep uit het volk is op zoek naar een narrenpaus. De kandidaat moet goed kunnen grimassen. De keus valt op Quasimodo, de klokkenluider van de Notre Dame, wiens uiterlijk door verschillende trekken verminkt is. Als aartsdiaken Claude Frollo zijn beschermeling zoekt, vindt hij hem in een narrenpak uitgejouwd door de menigte. Esmeralda ontfermt zich over hem en redt hem. Daarop verbiedt de aartsdiaken hem ooit nog mee te doen aan het carnaval.
Gringoire, dichter en filosoof, raakte verdwaald in de "Wonderhof", waar normaal alleen bedelaars, zigeuners en dieven toegang hebben. Als straf zal hij gedood worden, tenzij hij een vrouw vindt die met hem wil trouwen. Ook nu is Esmeralda weer de reddende engel, en stemt toe voor de schijn met hem te trouwen. Hij luistert zijn vrouw af als deze voor de avond een afspraak maakt met gardeofficier Phoebus. Hij is woedend. Dan duikt plotseling de aartsdiaken op, zijn voormalige leraar, en die ook Esmeralda begeert, hoewel zijn kerkelijke gelofte hem dit verbiedt. Ook hij heeft het gesprek gehoord en gebiedt Gringoire Esmeralda in het oog te houden, met de bedoeling de afspraak te verhinderen.
Het lukt Gringoire het huis waar de ontmoeting plaats zal vinden binnen te sluipen. Als Phoebus en Esmeralda elkaar hun liefde betuigen springt Gringoire, die door Esmeralda niet herkend wordt, uit zijn schuilplaats en steekt Phoebus neer met een mes, en springt vervolgens door het venster in de rivier.

### Tweede bedrijf
Esmeralda is als vermoedelijke moordenares van Phoebus gearresteerd. Frollo bezoekt haar in de kerker en verklaart dat de gardeofficier de moordpoging overleefd heeft. Dit bericht doet haar herleven. Plotseling welt bij de priester een zo'n hevig verlangen naar haar op, dat hij bang van zichzelf wordt. Hij denkt nu de Esmeralda een heks is die hem betoverd heeft. Hij houdt het bij haar niet meer uit en verlaat woedend de gevangenis.
Op het plein voor de kathedraal geeft Frollo Esmeralda over aan de inquisitie. De zigeunerin zal terechtgesteld worden. Maar voordat de beul het vonnis kan voltrekken wordt Esmeralda in een oogwenk door Quasimodo ontvoerd en mee de kerk ingenomen. Tegenover de menigte verklaart hij dat hij het meisje asiel gegeven heeft. Hij gelooft dat Esmeralda nu voor eeuwig gered is, maar hij heeft buiten zijn enige weldoener Frollo gerekend. Deze bereikt in zijn fanatisme dat de koning het kerkelijk asielrecht beëindigd verklaart.
Als Esmeralda naar de executieplaats geleid wordt, wordt het de aartsdiaken duidelijk dat hij onrecht heeft begaan. Maar voor een ommekeer is het te laat. Om zijn innerlijke vrede te vinden offert hij een onschuldige.
Quasimodo's ontzag voor zijn weldoener is omgeslagen in bittere haat. Hij grijpt hem en slingert hem vanaf de kerk de diepte in. Hij begrijpt dat hij een zonde heeft begaan, en wil daarvoor de dood zoeken. Maar daarvoor laat hij nog eenmaal zijn geliefde klokken galmen.